# 南沙諸島海域における中華人民共和国の人工島建設
座標: 北緯9度32分37秒 東経112度53分03秒 / 北緯9.543739度 東経112.884050度

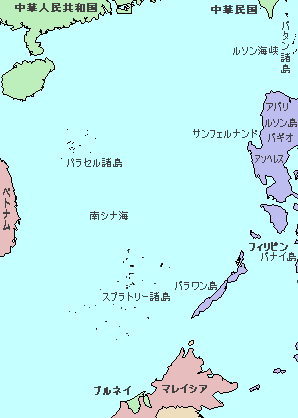
南シナ海と南沙諸島（スプラトリー諸島）

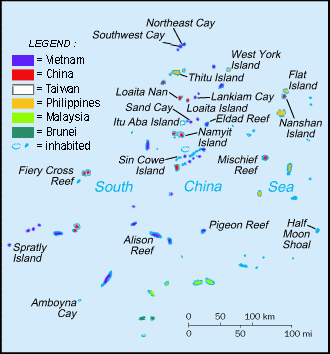
Spratly Islands military occupations map 2009.

南沙諸島海域における中華人民共和国の人工島建設（なんさしょとうかいいきにおけるちゅうかじんみんきょうわこくのじんこうとうけんせつ）では、中華人民共和国（中国）が南シナ海の南沙諸島（スプラトリー諸島）海域に存在する暗礁を埋め立てて建設している人工島について扱う。アメリカ海軍では「砂の長城」と呼ばれている。
南シナ海を巡る領有権問題は従来の領土問題のような領土の支配ではなく、領土の造成による領有権の主張でクローズアップされていた。
2016年7月12日、オランダ・ハーグの常設仲裁裁判所は、いわゆる九段線に囲まれた南シナ海の地域について中華人民共和国が主張してきた歴史的権利について、「国際法上の法的根拠がなく、国際法に違反する」とする判断を下した。
仲裁裁定後もスカボロー礁がある中沙諸島や西沙諸島も含めた問題として一括して「南シナ海問題」と呼ばれている。

## 2014年以前の経緯
2014年5月15日、フィリピン外務省が、中国がジョンソン南礁（赤瓜礁）を埋め立てているということを示す時系列の写真を公開し、2014年に入ってから大量の土砂を投入しているということが判明。この埋立に必要な土砂や建設資材の運搬支援は、すべて中国人民軍海上民兵によって実施されている。同礁は2012年3月の時点では目立つものはなかったが、2013年2月の時点では建造物が確認でき、2014年3月の時点では、すっかり埋め立てられていた。フィリピン外務省は、この中国の行為をフィリピンの領域内で行われているということから国際法に違反していると批判。フィリピン政府は、2014年5月にミャンマーで開かれた東南アジア諸国連合 (ASEAN) 首脳会議の場で非公式にこの行為について問題提起をし、中国に対して抗議。これに対して中国は、自国領で行っていることであり、何を造ろうと中国の主権の範囲内と拒否した。
2014年8月、フィリピンが、中国に対して南沙諸島問題の平和的解決を目指す「南シナ海行動宣言」に違反していると抗議。埋め立てられたジョンソン南礁についてベトナムからは島ではないと指摘されており、高潮時にすべてが海面下に没する岩礁ならば国際法では埋め立てをしても領海や排他的経済水域 (EEZ) の根拠となる島とは認められない。中国は同様の工事を複数の岩礁で進めていた。
2014年11月24日、ファイアリー・クロス礁（永暑礁）に滑走路などを備えた人工島を建設していることを認めたうえで、中国人民解放軍の羅援少将が「正当な行為だ」と述べてアメリカに反論し、この問題にアメリカは口出しすべきでないとした。その前週にイギリスの国際軍事専門誌『IHSジェーンズ・ディフェンス (IHS Jane's Defence)』が同礁での人工島造成の記事を掲載したの受けてアメリカは、中国に埋め立ての中止を求めるとともに、関係各国に同様の行為を行わないように促していた。また同少将は、フィリピン、マレーシア、ベトナムも既に岩礁に軍事施設を建設済みであり、中国は国際社会の圧力に耐えて建設を続行するとも述べた。同24日には中華人民共和国外交部（以下、中国外交部）の華春瑩副報道局長も記者会見で、中国が永暑礁周辺を埋め立て、滑走路を建設していることを事実上認めている。

## 2015年の動向

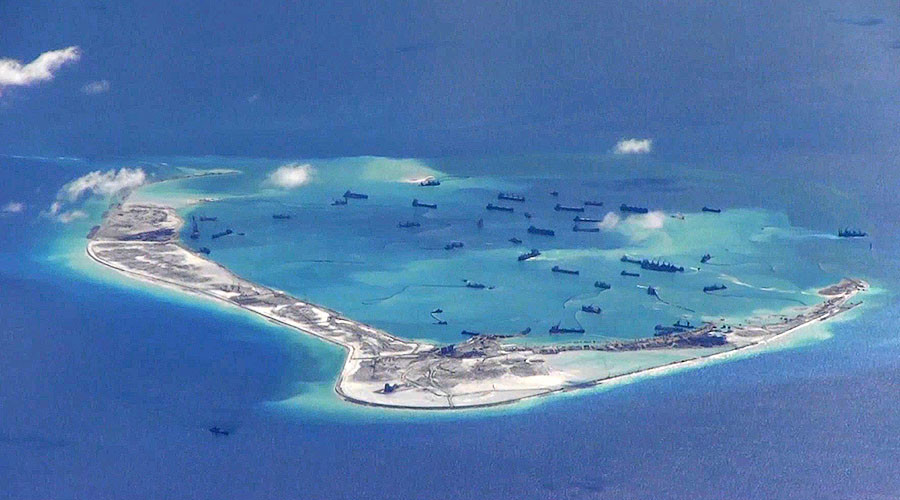
埋め立てが進むスビ礁 (2015年5月)

5月20日、国際空域（公海の上空）を飛行していたアメリカ軍のP-8ポセイドン対潜哨戒機に対して、中国人民解放軍海軍が強い口調で計8回も退去を命じる交信を行うなど軍事的緊張が高まった。5月31日に中国人民解放軍の孫建国副総参謀長は、シンガポールでのアジア安全保障会議で南シナ海での岩礁の埋め立てに関して、正当かつ合法であり、埋め立ての目的の1つとして軍事防衛上の必要性を満たす目的だと述べた。さらに6月30日の記者会見で中国外交部の華春瑩副報道局長が、岩礁の埋め立てについて「すでに埋め立て作業は完了した」と述べ、今後の関連施設の建設にあたっては「当然、軍事防衛上の必要性を満たすことも含む」と強調した。
7月2日、アメリカのシンクタンクのCSIS（戦略国際問題研究所）が、中国が浅瀬を埋め立てて施設の建設を続けているファイアリー・クロス礁の様子を6月28日に撮影した衛星写真を公開し、駐機場や誘導路が整備されている様子が確認できると指摘して3,000メートル級の滑走路が「ほぼ完成している」との分析を明らかにし、さらに2つのヘリポートと10基の衛星アンテナ、レーダー塔とみられる施設などが確認できるとした。
8月6日には、CSISは中国が埋め立てを進めているスビ礁（渚碧礁）の最近の衛星写真を分析し、人工島に幅200 - 300メートル、2,000メートル以上の直線の陸地ができていることが確認でき、ファイアリー・クロス礁と同じ3,000メートル級の滑走路が建設されている可能性を示唆した。

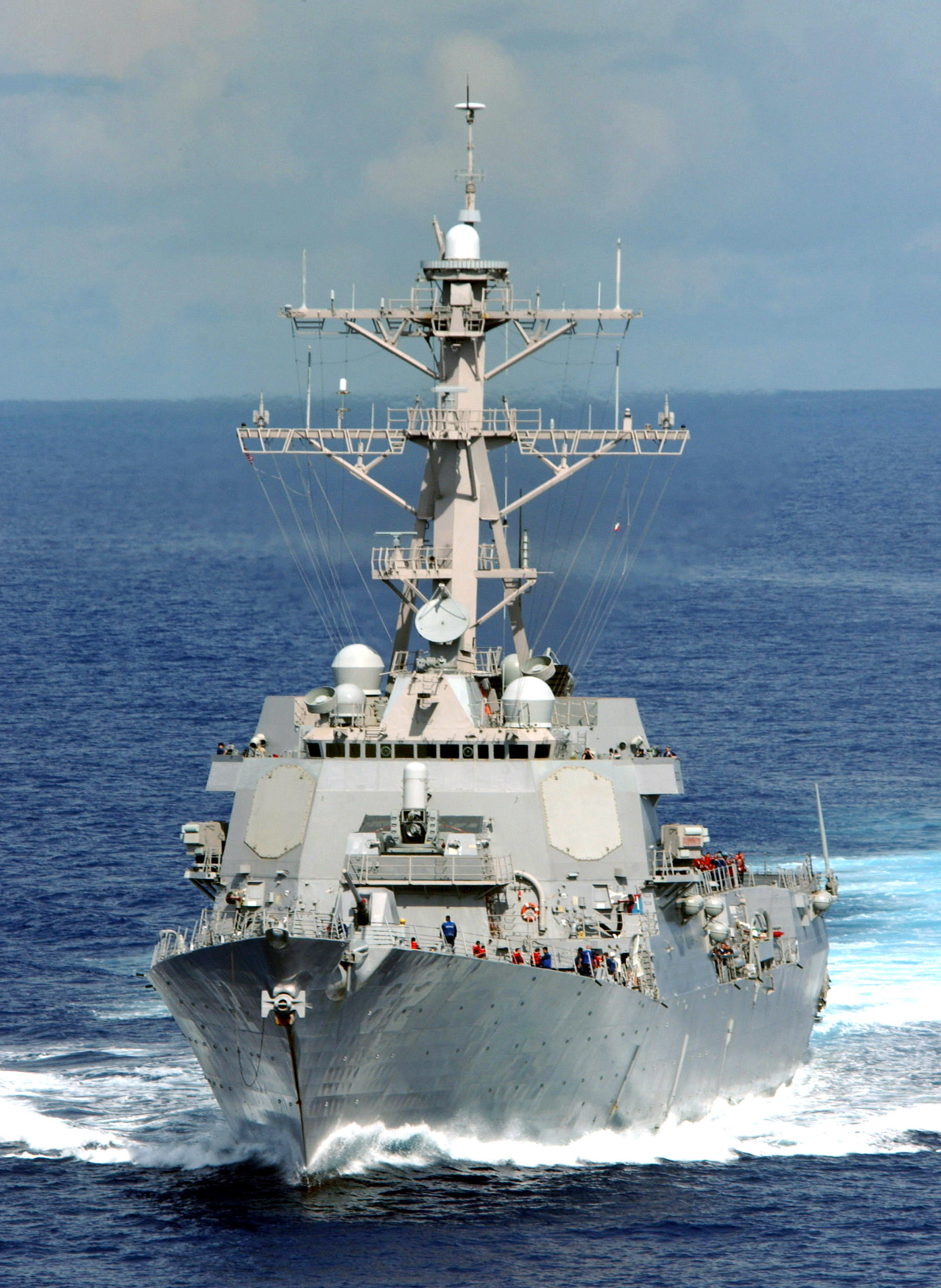
アメリカのイージス駆逐艦「ラッセン」

日本は、7月21日に閣議に報告して了承を得た『平成27年版防衛白書』で中国が南沙諸島で強行している岩礁の埋め立てについて「国際社会から懸念が示されている」と指摘するとともに、中国の艦船や航空機による東シナ海や南シナ海への進出で「不測の事態を招きかねない危険な行為もみられる」と危機感を示し、公海での航行や飛行の自由が「不当に侵害される状況が生じている」と非難している。
アメリカ国防総省も8月20日に「アジア太平洋での海洋安全保障戦略」と題した報告書を公表し、中国が2013年12月に南沙諸島での埋め立てを開始して2015年6月までに2,900エーカー（約12 km2）を埋め立て、その面積が周辺諸国による埋め立てを含めた全体の約95パーセントに当たることが明らかになった。また、埋め立てから滑走路や港湾施設の建設によるインフラ整備に重点が移行していることも指摘した。
9月15日には、CSISによる衛星写真の分析から、中国が南沙諸島で造成した人工島で3本目となる滑走路をミスチーフ礁（美済礁）で建設している可能性があることが明らかになった。9月25日に訪米した中華人民共和国主席（党総書記）の習近平がアメリカ大統領のバラク・オバマとホワイトハウスで会談したが、中国が岩礁埋め立てで軍事拠点化を進める南シナ海問題での進展はなかった。
米中首脳会談後に、アメリカ海軍の艦船を中国が埋め立てた人工島から12海里内 (国際法では、自国の領土の領海基線からの距離で領海とされる海域) に派遣する決断をしていたオバマ政権は、10月27日にアメリカ海軍横須賀基地所属のイージス駆逐艦「ラッセン」をスビ礁から12海里内の海域に進入航行させ、航行の自由を行動で示す作戦（「航行の自由」作戦、Freedom Of Navigation Operation）を実施した。また、同時期にアメリカ海軍太平洋艦隊は、2個の空母打撃群 (CSG) が第7艦隊担当海域 (AOR) で作戦航海中と10月29日に発表し、同時期にこの地域での不測の事態に対応できるように展開した。11月5日には、南シナ海を航海中のアメリカ海軍空母セオドア・ルーズベルトにアシュトン・カーター国防長官が視察乗艦し、さらに11月8日と9日にアメリカ太平洋空軍が、グアム・アンダーセン空軍基地所属のB-52爆撃機2機をアメリカ国防総省によると「南シナ海の南沙諸島付近の国際空域を通常のミッション」で人工島付近を飛行させた。

### 埋め立て地
10月時点で中国が埋め立てているとされているのは、実効支配しているスビ礁のほか、ファイアリー・クロス礁、 クアテロン礁、ミスチーフ礁、ヒューズ礁、 ジョンソン南礁、ガベン礁、エルダド礁（安達礁）の7つの岩礁である。各国は中国が岩礁を埋め立てた人工島を軍事拠点化し、地球上でやり取りされる原油や液化天然ガス (LNG) の半分近くが通る南シナ海の支配を強化することを懸念している。

## 2016年の動向
1月2日に中国外交部が、ファイアリー・クロス礁で建設していた飛行場の完成と滑走路を使用して試験飛行をしたことを明らかにした。これに先立ちベトナムは、試験飛行に抗議する声明を発表している。
1月30日、アメリカ海軍の横須賀基地所属のイージス駆逐艦「カーティス・ウィルバー」が派遣され、西沙諸島のトリトン島から12海里（約22キロメートル）内を航行したことがアメリカ国防総省によって明らかになった。南シナ海での「航行の自由」作戦の一環で、前年10月のスビ礁から12海里内の海域での実施以来2度目であり、これに対して中国外交部は批判する談話を発表した。
中華人民共和国交通運輸部が建設したスビ礁の灯台（高さ55メートル、2015年10月着工）が完成し、ジョンソン南礁、クアテロン礁に続いて4月から運用を開始した。
5月13日、アメリカ国防総省が公表した中国の軍事力に関する年次報告書は、中国が南沙諸島（スプラトリー諸島）で2015年末までに埋め立てた面積が、約13平方キロメートルに達したと分析している。また、アメリカのシンクタンクのCSISが5月11日に、ウェイブサイト「ASIA MARITIME TRANSPARENCY INITIATIVE (AMTI)」でベトナムが実効支配してスプラトリー諸島で埋め立てを進めるチュオンサ島（スプラトリー島）などの島や岩礁を撮影した衛星画像を公開し、5月16日までにベトナムが10拠点で約0.49平方キロメートル（120エーカー）の埋め立てを実施したとする分析結果および中国による埋め立てとの比較分析を公表した。
7月12日、オランダ・ハーグの常設仲裁裁判所は、南シナ海を巡る中国の主張や活動についてフィリピンが行った15の申し立てに関して、中国の主張を全面的に否定する判断を示した（南シナ海判決）。判断では中国が歴史的権利を主張する「九段線」で囲まれる海域について、権利を主張する法的根拠はないとされた。また人工島を造成しているすべての岩礁は「島」ではなく「岩」または、高潮時に海面に出ない「低潮高地」であるとし、人工島に200海里範囲の排他的経済水域 (EEZ) は生じないと判断した。
12月4日、ドナルド・トランプ次期アメリカ大統領が、南シナ海で人工島を造成して軍事複合施設を建設している中国の行為について批判した。12月8日には、中国が爆撃機H-6を南シナ海に派遣し、2015年3月以来となる爆撃機による「九段線」に沿った上空の長距離飛行を行った。また12月13日（アメリカ東部時間）には、CSIS（戦略国際問題研究所）によって、中国が南沙諸島で埋め立てた7つの人工島すべてにおいて航空機攻撃用の高射砲や巡航ミサイル迎撃用の「近接防空システム (CIWS) 」を配備したとする衛星写真に基づく分析結果が公表された。中華人民共和国国防部も12月15日に談話を発表し、事実上CSISの公表内容を認めている。12月26日、中国初の空母「遼寧」が空母打撃群を編成して初めて太平洋を経由で南シナ海に入り、年明けの南シナ海での訓練のために海南島の三亜市の基地に停泊した。

### 仲裁裁定を巡る動き
7月13日、中国政府が徴用した中国南方航空と海南航空の民間旅客機2機が海南島の海口国際空港より南沙諸島に向けて試験飛行し、それぞれミスチーフ礁とスビ礁の飛行場に着陸し、空港利用が民間によるものと中国中央電視台が中継レポートして中国に主権があることをアピールした。
同日、中国に対抗して十一段線を主張している台湾（中華民国）の蔡英文総統は、この裁定は「（台湾の）権利を深刻に傷つけた」と批判し、軍艦（康定級フリゲート）を太平島に派遣した。また、「中国の台湾当局」という表現が裁定文中にあることに対して台湾の立法院（国会）が抗議をしている。8月16日には、葉俊栄内政部長が太平島を視察のため訪問した。
フィリピンのロドリゴ・ドゥテルテ大統領は、7月14日に戦争という選択肢はないとして中国と二国間協議を開始するために、フィデル・ラモス元大統領を特使として訪中させると発表した。7月15日からモンゴルで開かれたアジア欧州会議 (ASEM) の場で中国側から裁定を無視しなければ二国間協議に応じない要求があったため、フィリピンのヤサイ外相は、7月19日に二国間協議をフィリピン側が拒否したことを表明した。同日ドゥテルテ大統領はアメリカ議会の代表団とマニラで会談し、フィリピンは「譲歩はしない」との姿勢を示し、領有権問題で「中国と交渉する予定はない」としていたが、25日の就任後初の施政方針演説で南シナ海を「西フィリピン海」と呼ぶ一方で「中国海としても知られている」と述べるなど中国への配慮を打ち出した。8月10日・11日に大統領特使としてフィデル・ラモス元大統領が香港を訪問し、中国の全国人民代表大会外事委員会主任委員の傅瑩と非公式に会談した。
ラオスのビエンチャンで開催された東南アジア諸国連合 (ASEAN) 外相会議は、7月25日の共同声明で仲裁裁判所の裁定についての言及を見送った。また、同じビエンチャンで直後に開催されたASEAN地域フォーラム (ARF)閣僚会議と東アジアサミット (EAS)外相会議の両会議でも、日本やアメリカなどが会議で裁定に言及したものの、議長声明では裁定に言及されなかった。
10月20日にドゥテルテ大統領は、北京で習近平国家主席（党総書記）と首脳会談を行った。21日には首脳会談の共同声明を発表し、南シナ海問題に関して「関係主権国による直接交渉」で解決すると明記したが、仲裁裁定への直接の言及は避け、棚上げされた形となった。また10月26日に訪日したドゥテルテ大統領は、首相官邸で安倍晋三首相と首脳会談を行い、法の支配の重要性や仲裁裁定の尊重について確認して南シナ海問題の平和的解決に向けて協力することで一致した。

## 2017年の動向

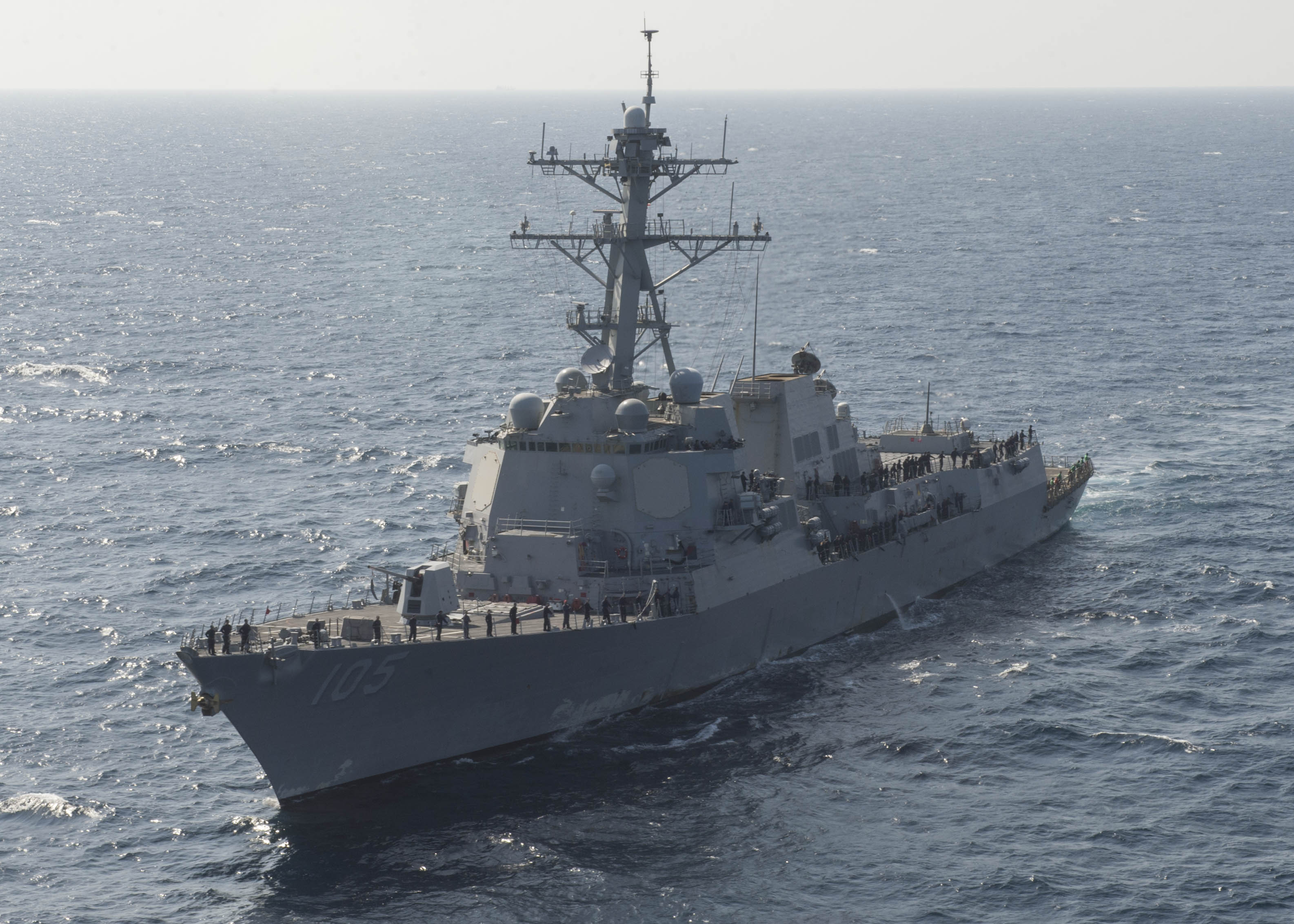
ミサイル駆逐艦「デューイ」

1月2日から南シナ海で初の艦載機発着訓練などを行っていた空母「遼寧」は、台湾海峡経由で母港である山東省・青島の海軍基地に1月13日に帰還した。
1月11日、トランプ次期アメリカ大統領によって国務長官に指名されたレックス・ティラーソンが、上院外交委員会の指名承認公聴会で、中国による南シナ海での人工島建設を違法行為と批判し、アメリカは中国に対して人工島建設を中止すべきで、人工島へのアクセスは認めないとする姿勢を明確に示すべきだと語った。
2月18日、アメリカ海軍は原子力空母カール・ヴィンソンを2015年以来の南シナ海入りをさせて演習を展開し、中国を牽制した。
2月21日、中国がミスチーフ礁、ファイアリー・クロス礁、スビ礁の人工島において長距離地対空ミサイルを格納できる約20の開閉式の屋根が付いた構造物を建造しており、ほぼ完成しているとロイター通信がアメリカ政府当局者の情報に基づき、報道した。2月23日には、アメリカのシンクタンク・CSIS（戦略国際問題研究所）が衛星写真の分析に基づき、ウェイブサイトでその報道を裏付ける発表を行った。
4月29日、マニラのASEAN首脳会議で議長国フィリピンのドゥテルテ大統領は議長声明から南シナ海問題で中国を非難する文言を削除し、習近平国家主席（党総書記）から電話会談で称賛された。
5月25日（現地時間）早朝、アメリカ海軍のミサイル駆逐艦「デューイ」が南沙諸島のミスチーフ礁の12海里内の海域を航行し、トランプ政権では初の「航行の自由」作戦が実施された。アメリカの作戦実施に関して、中国外交部の陸慷報道局長は25日の記者会見で、アメリカに抗議したことを明らかにするとともに「米軍の行為は中国の主権と安全を損ね、偶発的な事故を起こしかねない」と強調した。
6月3日、アメリカ合衆国国防長官のジェームズ・マティスが、シンガポールで開催中のアジア安全保障会議で講演し、中国が南シナ海の人工島で進めている軍事拠点化について、北朝鮮の核・ミサイル開発問題とは切り離して、容認しない姿勢を示した。6月6日、アメリカ国防総省が中国の軍事力に関する年次報告書（2017年版）を公表し、ミスチーフ礁、ファイアリー・クロス礁、スビ礁のそれぞれに軍用機24機を収容できる格納庫が建設されたことが明らかになった。
8月6日、マニラのASEAN外相会議で、中国に有利な形で高官協議で合意された「南シナ海行動規範」の枠組みが承認された。
議長国フィリピンのドゥテルテ大統領の「南シナ海問題は触れない方がよい」という主張を受け、11月16日のマニラのASEAN首脳会議の議長声明では従来掲載されてきた南シナ海問題への「懸念」の文言が消える代わりに南シナ海行動規範の大枠合意など「中国とASEANの関係改善」への評価が盛り込まれた。

## 2018年の動向
2月18日、アメリカ海軍の原子力空母カール・ヴィンソンを中心とする空母打撃群がフィリピンのマニラに寄港した。中国による南シナ海の人工島の軍事拠点化が明らかになってから初めてアメリカの空母がフィリピンへ寄港したことから、中国を牽制する狙いがあるとみられている。フィリピンに次いで3月5日に空母カール・ヴィンソンがベトナムのダナンに寄港し、アメリカの空母としては1975年のベトナム戦争終結後では、初めてのことになる。
4月9日、『ウォール・ストリート・ジャーナル』電子版が、アメリカ政府当局者の話として中国がファイアリー・クロス礁、ミスチーフ礁に電波妨害装置を配備したと報道した。5月2日には、アメリカのニュース専門テレビ局CNBCが、ファイアリー・クロス礁、ミスチーフ礁、スビ礁に対艦巡航ミサイルと地対空ミサイルが配備されたと報道した。これに対してベトナムは5月8日、ミサイル撤去を中国に要求するとともに、ミサイル配備は同国の主権に対する「深刻な侵害」だと主張したが、中国は議論の余地なく南沙諸島および周辺海域に対して主権を持つと主張した。
9月30日、アメリカ海軍のミサイル駆逐艦「ディケーター」が、「航行の自由」作戦としてガベン礁、ジョンソン南礁の12海里内の海域を航行した際に、中国人民解放軍の旅洋型ミサイル駆逐艦が約41メートルの距離まで異常接近し、海域から離れるよう警告した。
10月22日、ASEAN諸国の海軍と中国人民解放軍による初の共同海洋演習が実施され、南シナ海で米国を牽制する狙いがあるとされた。
10月31日、ファイアリー・クロス礁（永暑礁）、ミスチーフ礁（美済礁）、スビ礁（渚碧礁）に気象観測所を開設して運用開始したことを中国が公表した。

## 2019年の動向
2月11日、アメリカ海軍は「航行の自由」作戦を実施し、ミサイル駆逐艦「スプルーアンス」「プレブル」の2隻が、中国が実効支配するミスチーフ礁とフィリピンが実効支配しているセカンド・トーマス礁 (仁愛礁) から12海里内の海域を航行した。
7月3日、アメリカ国防総省当局者の話として複数のアメリカのメディアが中国が南シナ海で弾道ミサイルの発射実験を実施していたと報じているが、アメリカ国防総省報道官は「中国が南シナ海のスプラトリー（南沙）諸島付近の人工構造物からミサイルを発射したことを承知している」と認め、今回の中国の行動は2015年9月の米中首脳会談後に発表した南シナ海に造成した人工島を軍事拠点化しないとする声明と真っ向から矛盾するとして「真に憂慮すべき事態だ」と懸念を表明しており、空母などの艦船を対象にする対艦弾道ミサイルとみられている。
7月24日、中国は「新時代の中国の国防」と題した国防白書を4年ぶりに発表し、その中で南シナ海の諸島については「（中国）固有の領土だ」とし、人工島や施設などの建設は「法に基づき国家の主権を行使している」と主張している。
9月2日、ASEAN諸国の海軍とアメリカ海軍は初の合同軍事演習を実施し、南シナ海で中国を牽制する狙いがあるとされた。

## 2020年の動向
4月18日、中国は海南省に2012年に設定した三沙市において、南沙区・西沙区の2つの行政区（市轄区）を設置すると発表し、中国民政部によると南沙諸島を管轄する南沙区の行政組織がファイアリー・クロス礁（永暑礁）に置かれる。
7月13日、アメリカのマイク・ポンペオ国務長官は、南シナ海での中国の海洋進出に関して声明を出し「南シナ海の大半の地域にまたがる中国の海洋権益に関する主張は完全に違法だ」と批判した。翌日の7月14日には、アメリカの批判に対して中国外交部報道局副局長の趙立堅による記者会見で、「中国の南シナ海での領土主権と海洋権益は十分な歴史と法理に基づいており、国際法にも合致している」と中国は猛反発した。

## 2021年の動向
3月7日、フィリピン政府は南沙諸島で約220隻の中国船が停泊していることを確認した。中国は「悪天候を避けた漁船だ」と主張しているが、フィリピンは乗組員に民兵が多数含まれているとみており、ロドリゴ・ドゥテルテ大統領に批判的なアントニオ・カルピオ元最高裁判所長官 (フィリピン)は「（中国との対立が続けば）フィリピンのエネルギー安全保障に（悪い）影響を与えかねない」と指摘した。ロドリゴ・ドゥテルテ大統領も「中国が石油や鉱物の開発を始めた場合には行動に出る」と述べ、軍艦を派遣する意向を示してきたが、新型コロナウイルス感染症のCOVID-19ワクチン供給では中国の支援が必要なことから難しいかじ取りを迫られている。
5月3日、フィリピンのテオドロ・ロペス・ロクシン・ジュニア外務大臣 (フィリピン)は南沙諸島で多数の中国船が停泊している問題に関するいら立ちから、Twitterに「中国、わが友よ。どうすれば礼儀正しく表現できるだろうか。さて…」と記した後、アルファベット4文字の禁句を使用して、「消えうせろ」と発信した。これに対して中国外交部の汪文斌報道官は、「フィリピン側の特定の個人には、基本的なマナーを守ることと立場に見合った言動を望む」と批判した。
5月5日、南シナ海の領有権を巡る中国の主張を否定した南シナ海判決についてフィリピンのロドリゴ・ドゥテルテ大統領は、「ただの紙切れにすぎない」「（判決は）役に立たない。ゴミ箱に捨てよう」と述べ、中国政府と同様の言い回しで判決を否定した。
7月11日、アメリカのアントニー・ブリンケン国務長官は声明を発表して、「南シナ海でのフィリピン軍部隊や公船、航空機への武力攻撃は、米比相互防衛条約第四条の下で、アメリカの相互防衛義務の適用につながると確認する」として、中国がフィリピン軍を攻撃した場合、アメリカのフィリピン防衛義務を定めた1951年の米比相互防衛条約が適用されると警告した。